# Bahnstromleitung Neckarwestheim–Zazenhausen

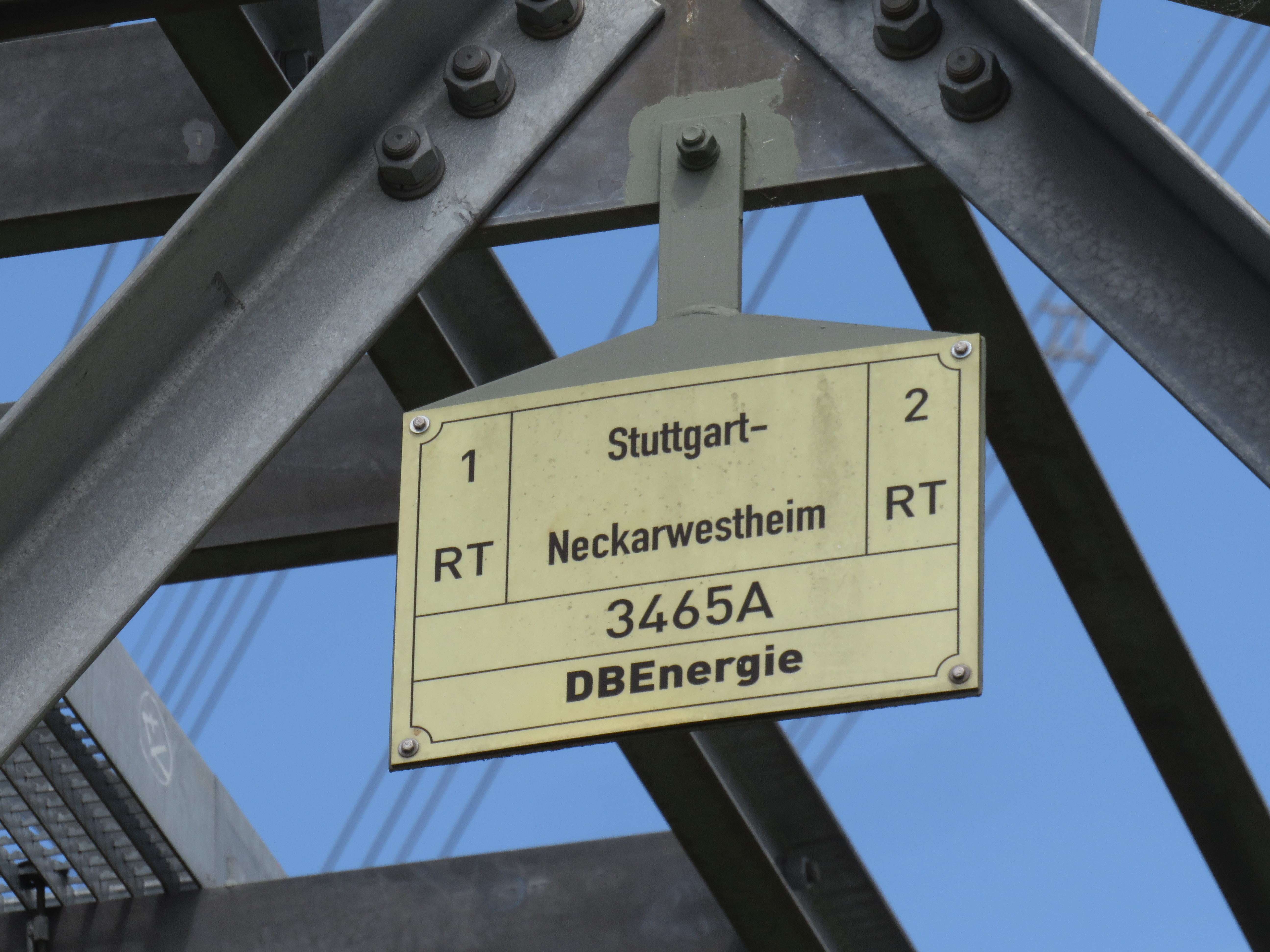
Markierung an einem Mast

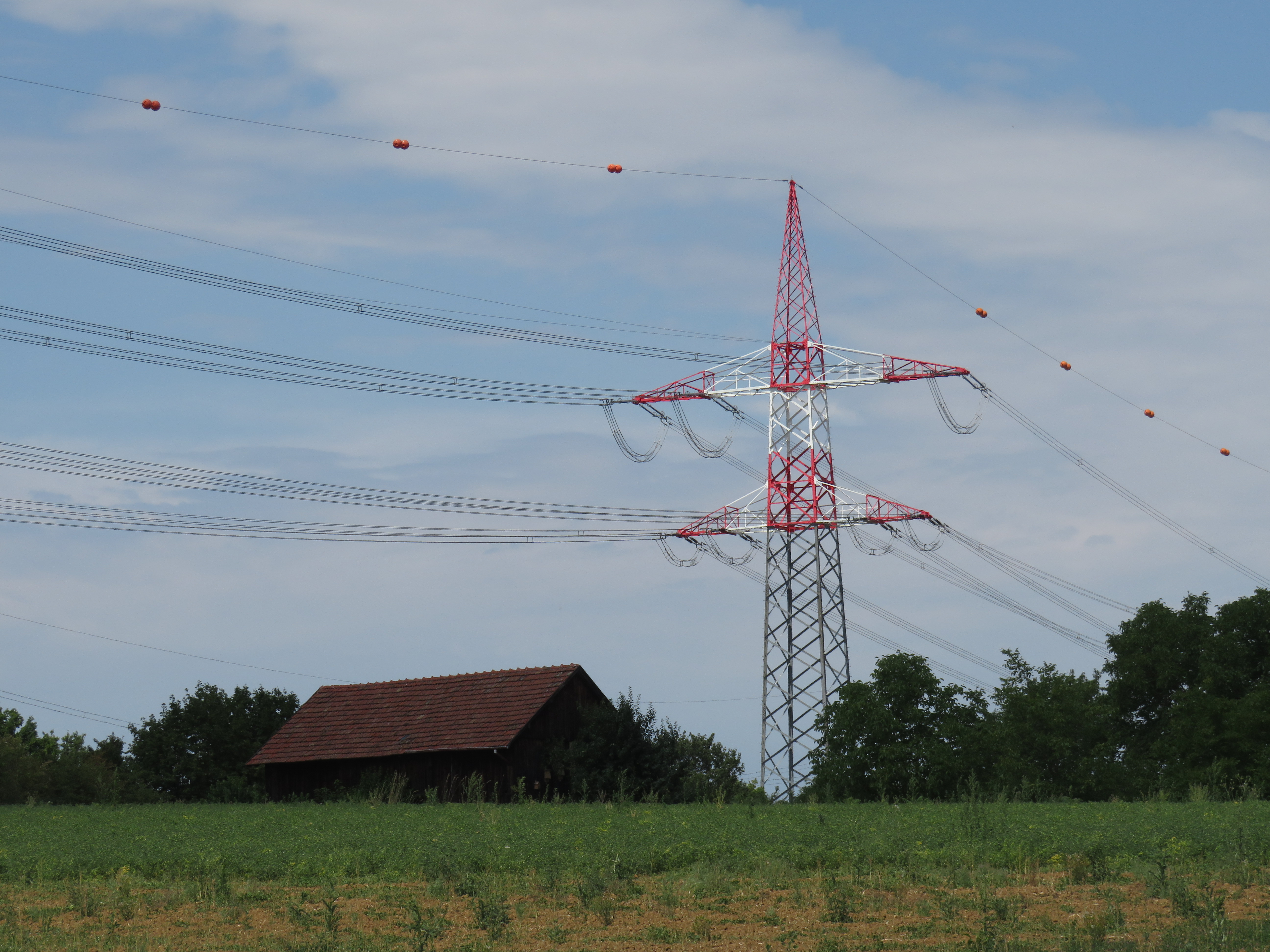
Die Bahnstromleitung ist auf der unteren Traverse der 380-kV-Leitung Neckarwestheim–Mühlhausen verlegt

Die Bahnstromleitung Neckarwestheim–Zazenhausen ist eine 1977 errichtete Bahnstromleitung in Baden-Württemberg. Die von der DB Energie betriebene, rund 26 Kilometer lange Leitung führt vom Bahnstromschaltwerk in Neckarwestheim zum Unterwerk Stuttgart im Stadtteil Zazenhausen. Ursprünglicher Zweck war der Abtransport des im Kernkraftwerk Neckarwestheim erzeugten Bahnstroms ins 110-kV-Netz der Deutschen Bahn. Als einzige Leitung im deutschen Bahnstromnetz wurde sie mit Viererbündelleitern ausgeführt, um eine erhöhte Übertragungskapazität zu erreichen.

## Geschichte
Die Leitung wurde Mitte der 1970er Jahre von der Energie-Versorgung Schwaben gebaut, um die elektrische Energie aus dem Kernkraftwerk Neckarwestheim nach Stuttgart zu transportieren. Dabei wurde zum einen eine zweikreisige 220-kV-Leitung, zum anderen eine zweikreisige Bahnstromleitung auf einem gemeinsamen Gestänge errichtet. Im Block 1 des Kernkraftwerks wurde über einen Einphasengenerator Wechselstrom mit 16,7 Hz für das Bahnstromnetz der Deutschen Bundesbahn bzw. späteren Deutschen Bahn erzeugt. Bis zur Inbetriebnahme des Kraftwerks wurde die Bahnstromerzeugung im Raum Stuttgart seit 1933 über das Kraftwerk Münster gewährleistet, dort wurde auch in die nach München führende 110-kV-Bahnstromleitung eingespeist.
Im selben Jahr wie das Kernkraftwerk Neckarwestheim ging das Pumpspeicherkraftwerk Langenprozelten im Spessart in Betrieb. Zusammen mit dem Großkraftwerk Mannheim, das seit 1955 auch Bahnstrom erzeugt, wurden die drei Erzeugungsschwerpunkte für Bahnstrom in Südwestdeutschland mit neu errichteten Bahnstromleitungen verbunden, deren Leiterseile größtenteils mit Zweierbündeln ausgestattet sind und dementsprechend eine höhere Übertragungskapazität aufweisen. Die Verbindung von Neckarwestheim nach Stuttgart, wo im Stadtteil Zazenhausen ein neues Unterwerk entstand, wurde sogar mit Viererbündeln ausgestattet.
Die ursprüngliche Konfiguration dieser Leitung, wie sie 1977 in Betrieb genommen wurde, war eine kombinierte Leitung mit zwei 220-kV-Kreisen mit Zweierbündeln in Donauanordnung und eine auf darunterliegenden Traversen verlegte, zweikreisige Bahnstromleitung mit Viererbündeln. Beide Bahnstromkreise führten vom Lastverteilerwerk Neckarwestheim zum Unterwerk Stuttgart, von den beiden 220-kV-Kreisen führte einer vom Schaltwerk Neckarwestheim zum Umspannwerk Seewiesen, der andere vom Schaltwerk Neckarwestheim zum Schaltwerk Mühlhausen. Bei der Unterquerung von Leitungen östlich des Umspannwerks Hoheneck, das die Leitung östlich umgeht, und dem Verlauf am Flugplatz Pattonville vorbei wurden niedrigere Masten mit einer Traverse für Drehstrom und einer für Bahnstrom eingesetzt.

## Verlauf
Die Leitung nimmt ihren Beginn am Schaltwerk Neckarwestheim, an dem ebenfalls die Bahnstromleitung vom Kernkraftwerk Neckarwestheim angeschlossen ist. Zusammen mit dieser verläuft sie den ersten Kilometer südwärts auf den gleichen Masten parallel zu Drehstromleitungen der 220- und 380-kV-Ebene. Auf dem Areal des Golfplatzes Schloss Liebenstein zweigt diese dann zusammen mit einer zweikreisigen 380-kV-Drehstromleitung nach Westen ab und endet an einem 2010/2011 errichteten Bahnstromumrichterwerk. Die Masten dieser Leitung besitzen fünf Traversen (eine Erdseiltraverse, drei für Drehstrom und eine für Bahnstrom). Die Bahnstromleitung Richtung Zazenhausen schwenkt auf die unterste Traverse einer hier entstehenden Hybridleitung, wobei die Leitungen zum Umspannwerk Hoheneck unterquert werden. Bei den Hybridmasten handelt es sich um Donaumasten mit einer zusätzlichen unteren Traverse für Bahnstrom.
Bis zum Neckar südwestlich von Pleidelsheim verläuft diese Leitung parallel zur Nord-Süd-Leitung und der 220-kV-Leitung Neckarwestheim–Hoheneck, bevor sie in südöstliche Richtung abzweigt, um Ludwigsburg östlich zu umgehen. In der Höhe des Kraftwerks Marbach wird der Neckar ein zweites Mal überquert, anschließend kommen einige Masten mit nur zwei Traversen (eine für Bahnstrom, eine für Drehstrom) zum Einsatz, um die beiden Höchstspannungsleitungen von Hoheneck zum Umspannwerk Wendlingen und die 110-kV-Leitung Marbach–Winnenden zu unterqueren. Im Jahr 2012 wurde hier ein sehr ungewöhnlicher Kreuzungsmast errichtet. Dieser ähnelt einem Abzweigmasten, wobei unter der den Abzweig bildenden Traverse noch eine weitere für die Bahnstromleitung errichtet wurde. Dies geschah aufgrund der geplanten Umstellung eines Stromkreises von Neckarwestheim nach Wendlingen auf 380 kV.
Östlich von Neckarweihingen wird der Neckar zum dritten Mal überquert. Anschließend läuft sie parallel zur 110-kV-Leitung Hoheneck–Altbach bis Aldingen, wo sie in südwestliche Richtung abbiegt. Wegen des ehemaligen Militärflugplatzes bei der Siedlung Pattonville zwischen Aldingen und Kornwestheim kommen in diesem Bereich niedere Maste mit nur zwei Traversen zum Einsatz.
Südlich des Flugplatzes trifft sie auf eine weitere Hybridleitung (kombinierte Drehstrom-/Bahnstromleitung der EnBW), die neben ihr bis Kornwestheim folgt. Ursprünglich war diese ein Abzweig der aus den 1930er-Jahren stammenden 220-kV-Leitung Hoheneck–Wendlingen (Bestandteil der Schwarzwaldleitung). Nachdem diese Leitung 2007/2008 abgebaut wurde, wurde der Abzweig für 380 kV umgerüstet und gleichzeitig auf der unteren Traverse die Bahnstromleitung Zazenhausen–Plochingen neu verlegt. Diese neu trassierte Leitung benutzt heute streckenweise die alten Masten der 220-kV-Leitung nach Wendlingen. Die ursprüngliche Trasse durch Zuffenhausen wurde dabei demontiert.
Ursprünglich endeten beide 220-kV-Stromkreise der von Neckarwestheim bzw. Hoheneck/Wendlingen kommenden Leitungen am Schaltwerk Kornwestheim, wo sich eine 220-kV-Leitung zum Umspannwerk Seewiesen fortsetzte. Von 2008 bis 2009 wurde es in ein 380-/110-kV-Umspannwerk umgebaut und die Leitung von Hoheneck/Wendlingen hieran angeschlossen. Die Leitung nach Seewiesen wurde auf 110 kV umgestellt. Übergangsweise endete die 220-kV-Leitung von Neckarwestheim her aufgrund fehlender Anschlüsse blind. Erst 2013 bis 2014 wurde auch diese auf 380 kV umgebaut und an das Umspannwerk angeschlossen. Dabei führt heute ein Stromkreis von Neckarwestheim bis zum 2012 errichteten Abzweigmasten bei Marbach und weiter nach Wendlingen, der andere nach Kornwestheim. Entsprechend wurden auch die Leitungsmasten südlich von Marbach umgebaut. Westlich von Aldingen wurde dabei die 110-kV-Leitung Hoheneck–Altbach auf den gleichen Masten mitverlegt und zwei neue 110-kV-Stromkreise zwischen Marbach und Kornwestheim eingerichtet.
Die neuen Masten sind sehr ungewöhnlich aufgebaut: Auf der obersten Traverse verlaufen der 380-kV-Stromkreis und ein 110-kV-Stromkreis. Statt der in Deutschland üblichen Erdseilspitze werden Erdseilhörner, ähnlich der Masten in den neuen Bundesländern, mit insgesamt zwei Erdseilen verwendet. Knapp darunter befindet sich eine kleine einseitige Traverse für einen weiteren 110-kV-Stromkreis. Darunter folgt die Traverse für Bahnstrom und anschließend abschnittsweise eine 110-kV-Traverse. Da der Flugplatz Pattonville noch immer genutzt wird, wurden doppelte Warnmarker auf den Erdseilen verbaut. Kurz vor Kornwestheim wurden die ursprünglichen Masten belassen, aber entsprechend umbeseilt.
Hinter dem Schaltwerk Kornwestheim läuft die Bahnstromleitung nach Zazenhausen das einzige Stück auf eigenen Masten, bevor sie die Zentraleinspeisstelle Zazenhausen, die neben einem Unterwerk auch einen Lastverteiler beherbergt, erreicht.
Koordinaten
- Schaltwerk Neckarwestheim
- Unterwerk Stuttgart

## Technischer Aufbau
Jeder Leiter des Viererbündels hat einen Aluminiumquerschnitt von 300 mm² und einen Stahlquerschnitt von 50 mm².

## Galerie

### Verlauf

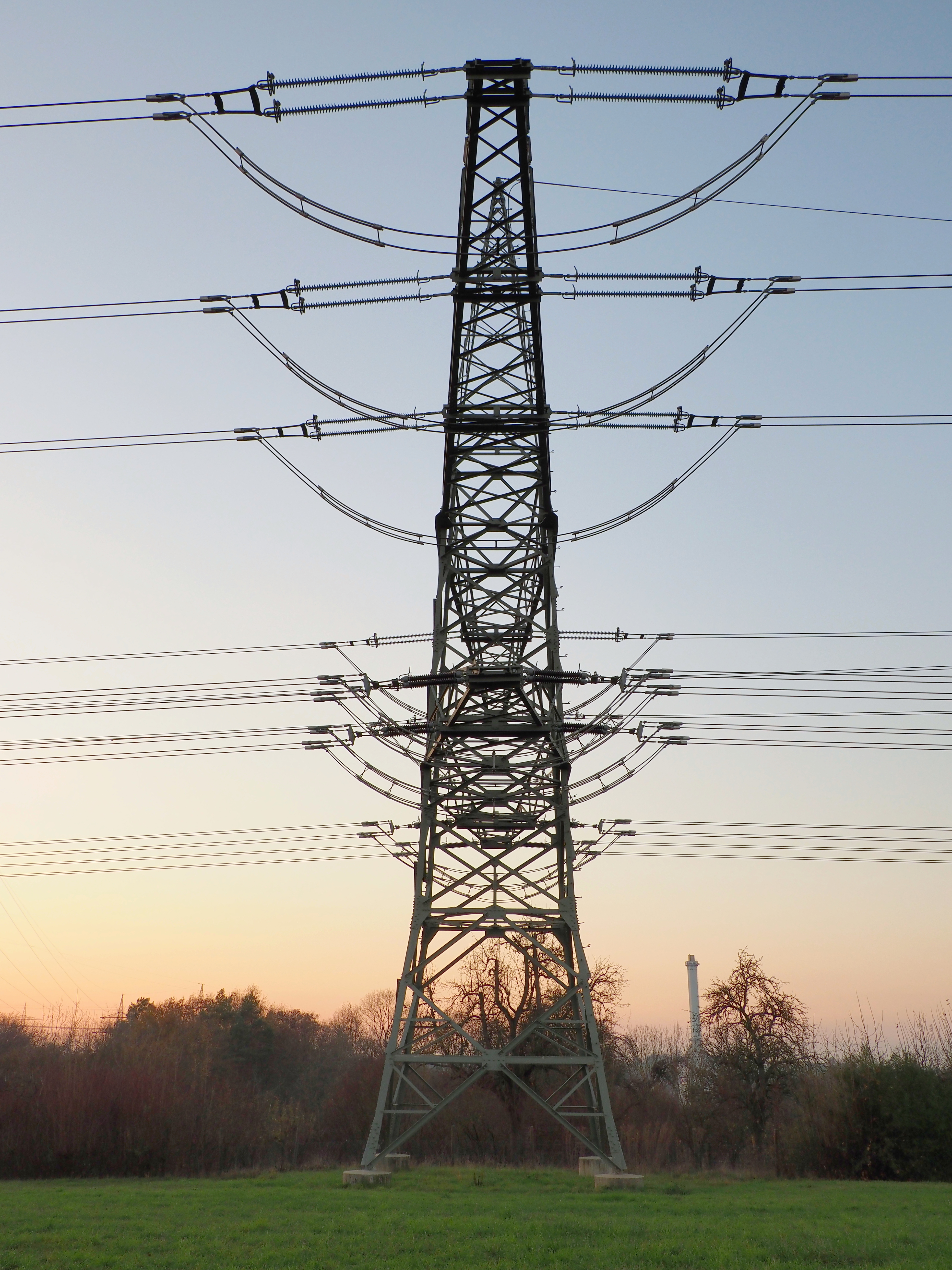
Einer der niedrigen Masten zur Unterquerung anderer Leitungen
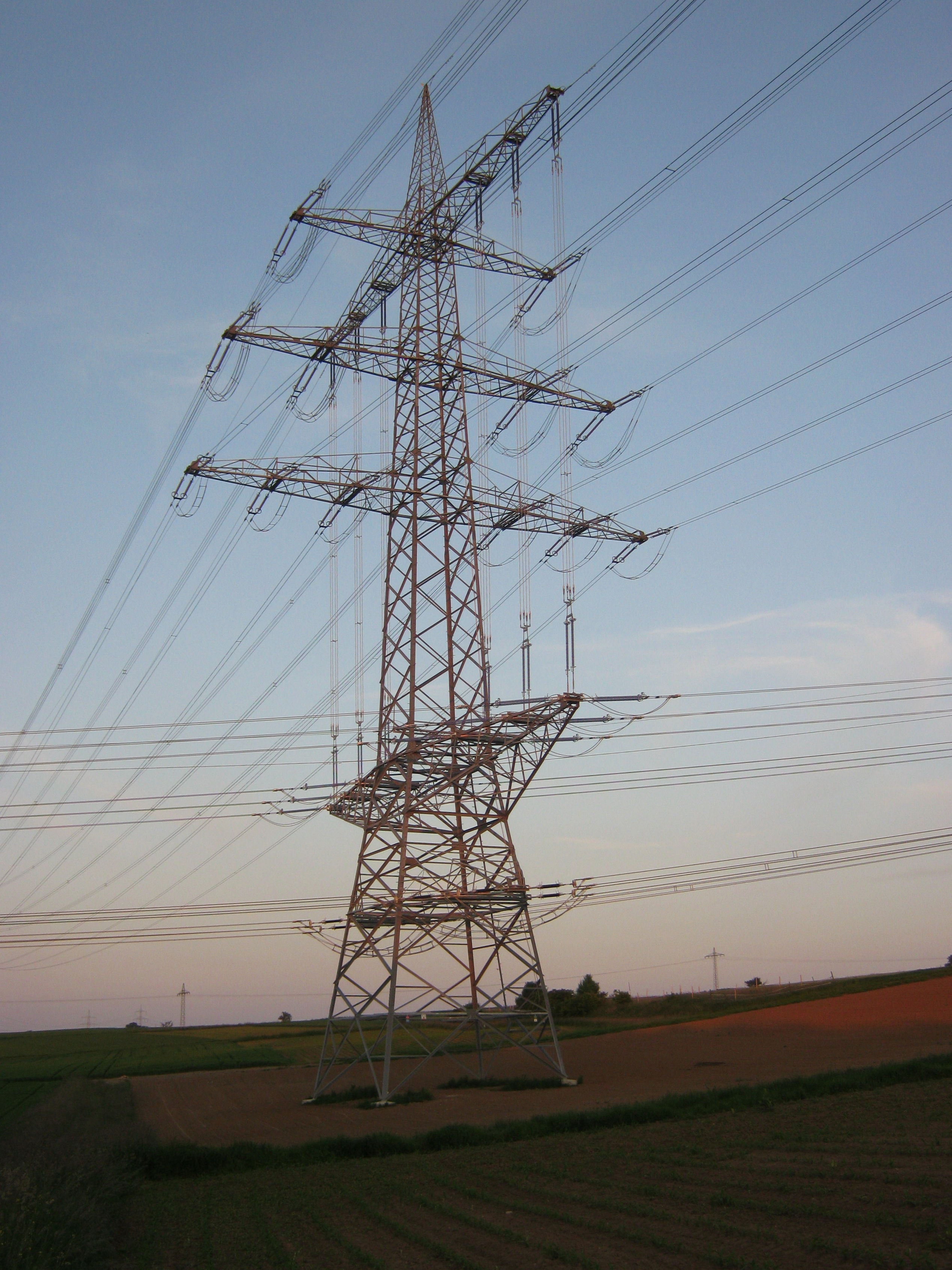
Kreuzungsmast bei Marbach für 380-kV-Abzweig nach Endersbach
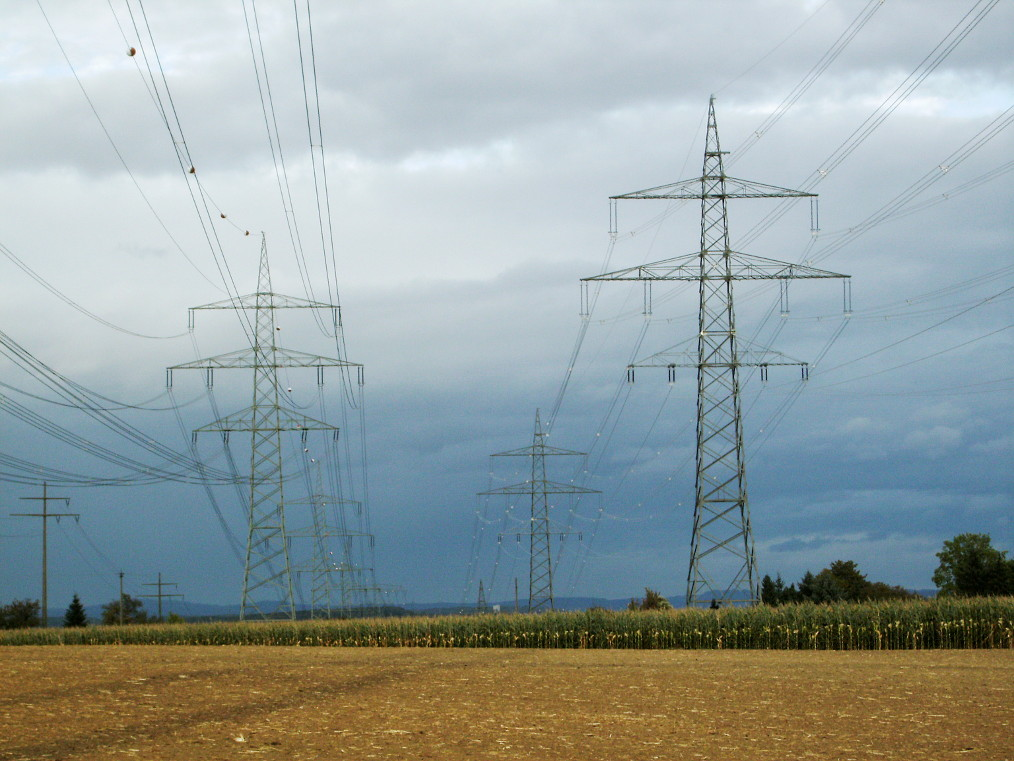
Die beiden Leitungen kurz vor dem Umspannwerk Kornwestheim während des Umbaus (2009)
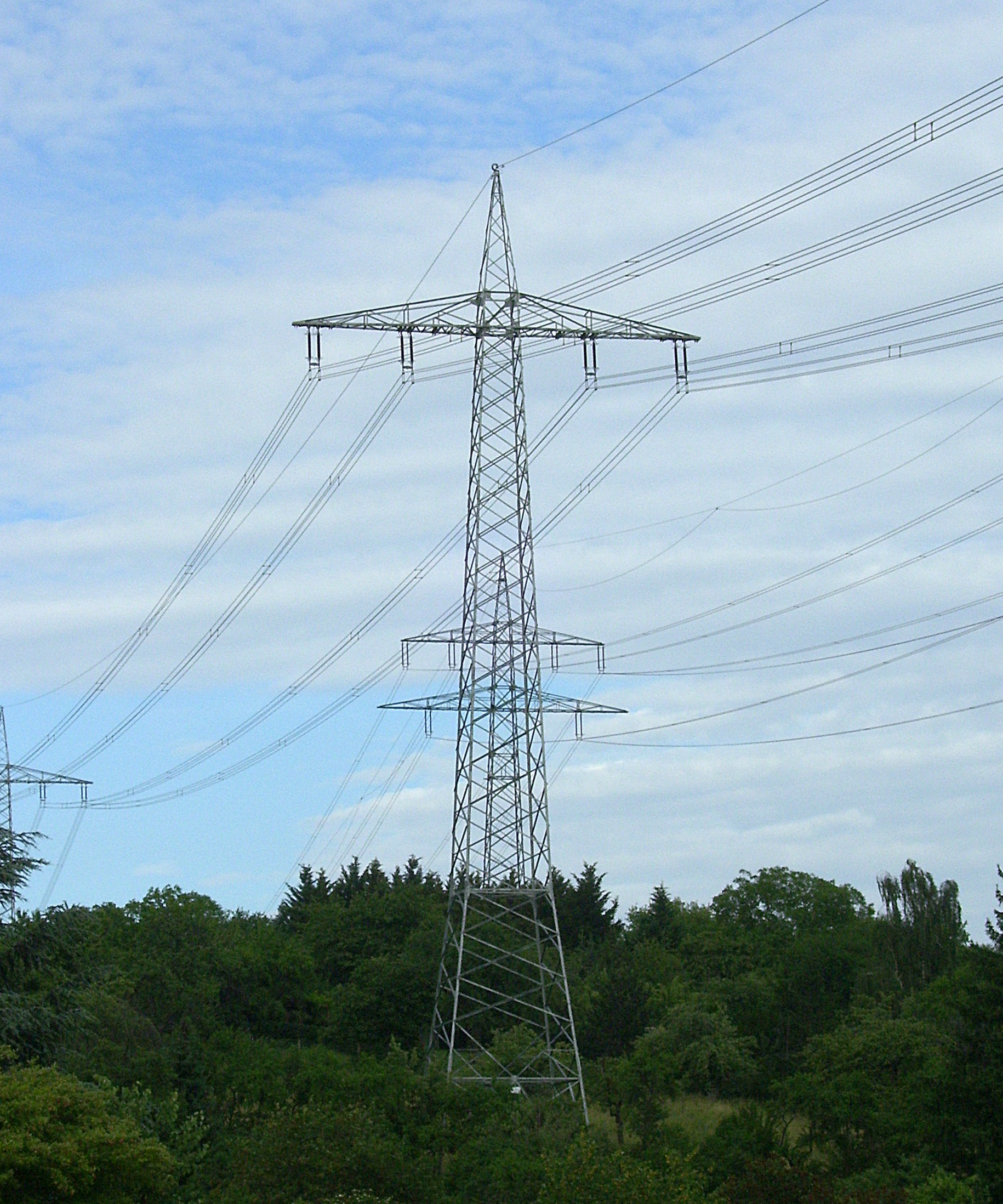
Bahnstromleitung mit Viererbündeln

### Umbau

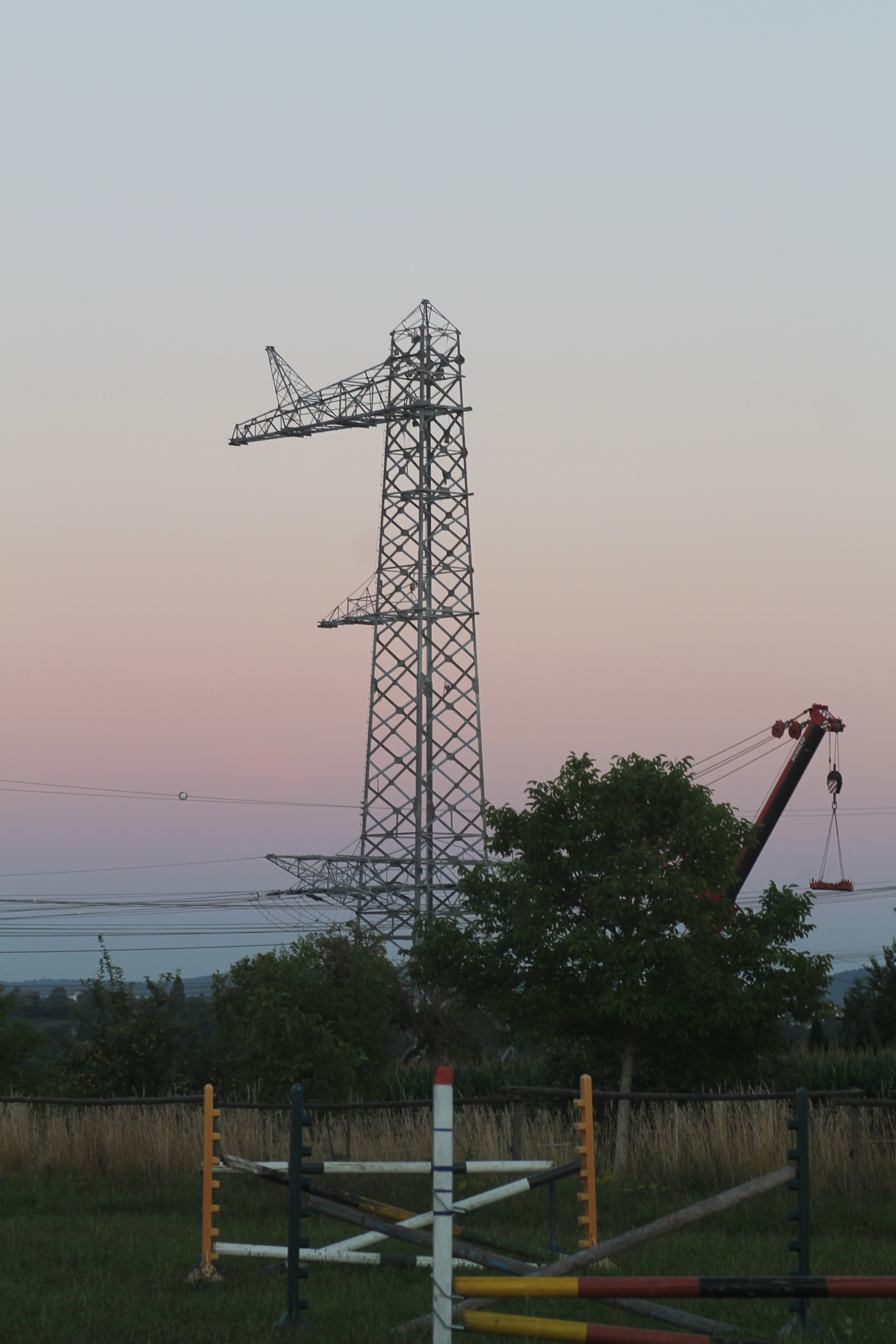
Aufbau eines neuen Abzweigmasten (Juli 2014)
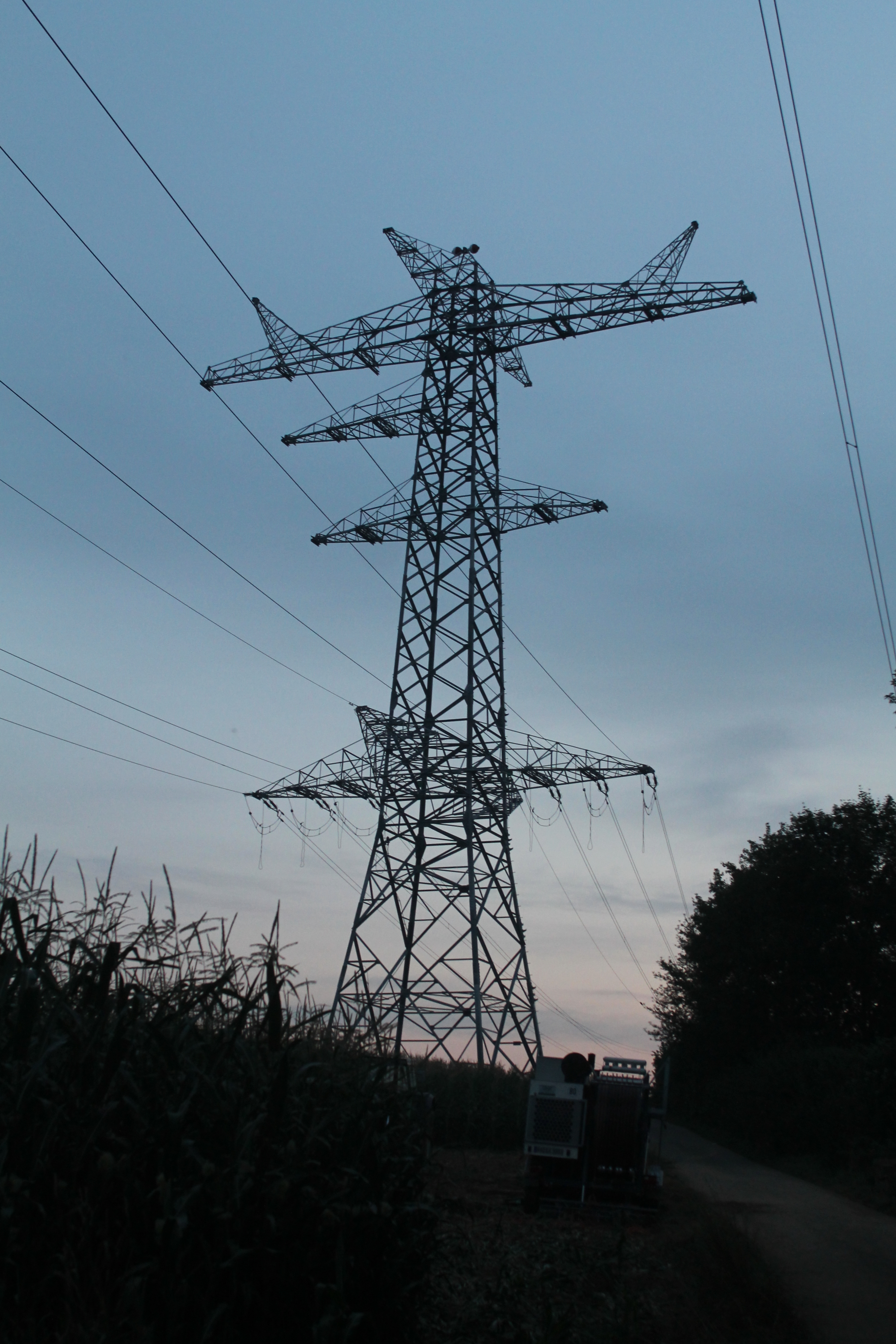
Abzweigmast mit montierten Traversen, aber noch ohne Leiterseile. Die Bahnstromleitung verläuft über die dritte Traverse von oben.
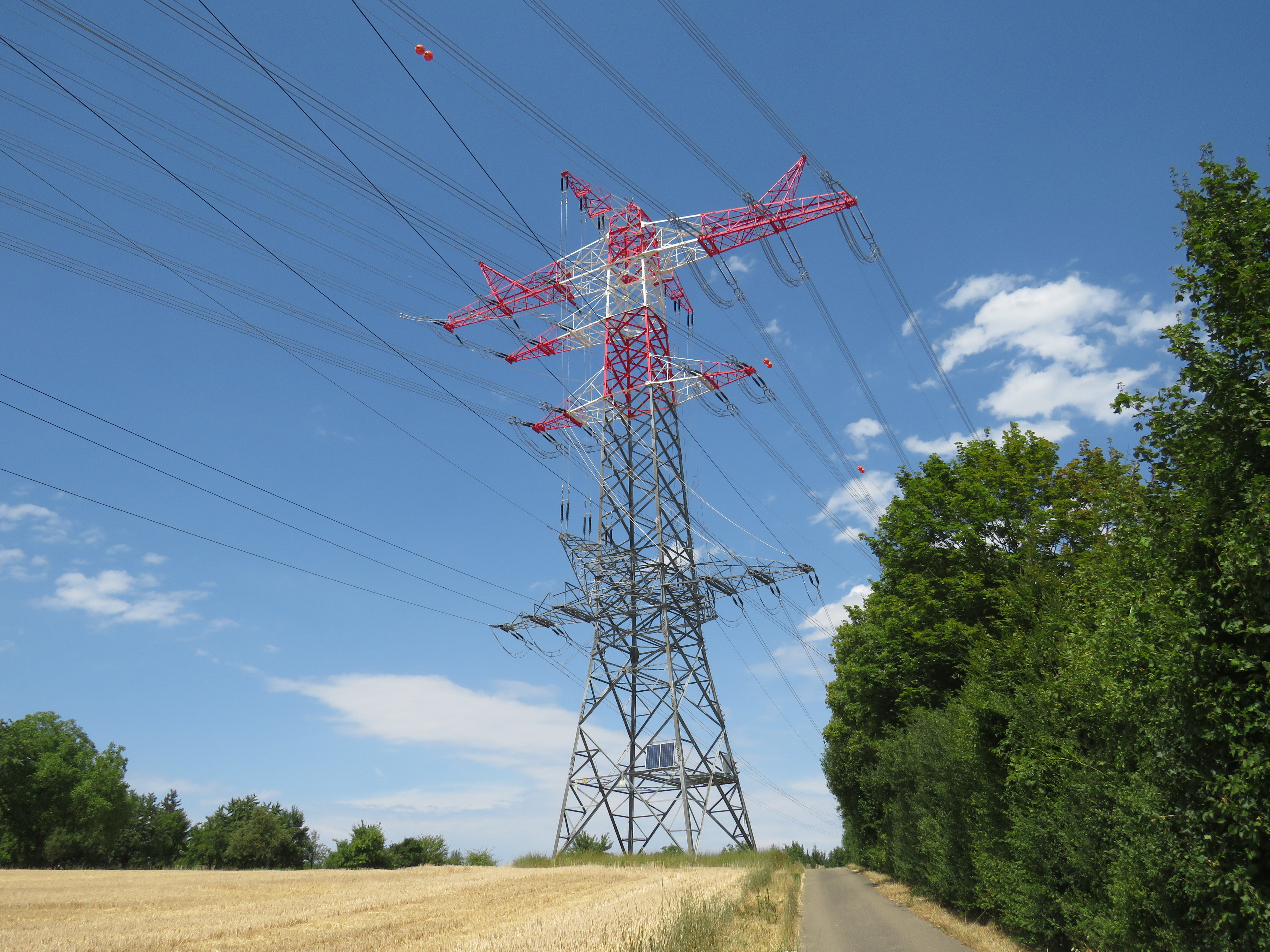
Der in Betrieb befindliche Abzweigmast mit Warnanstrich aufgrund des nahen Flugplatzes Pattonville
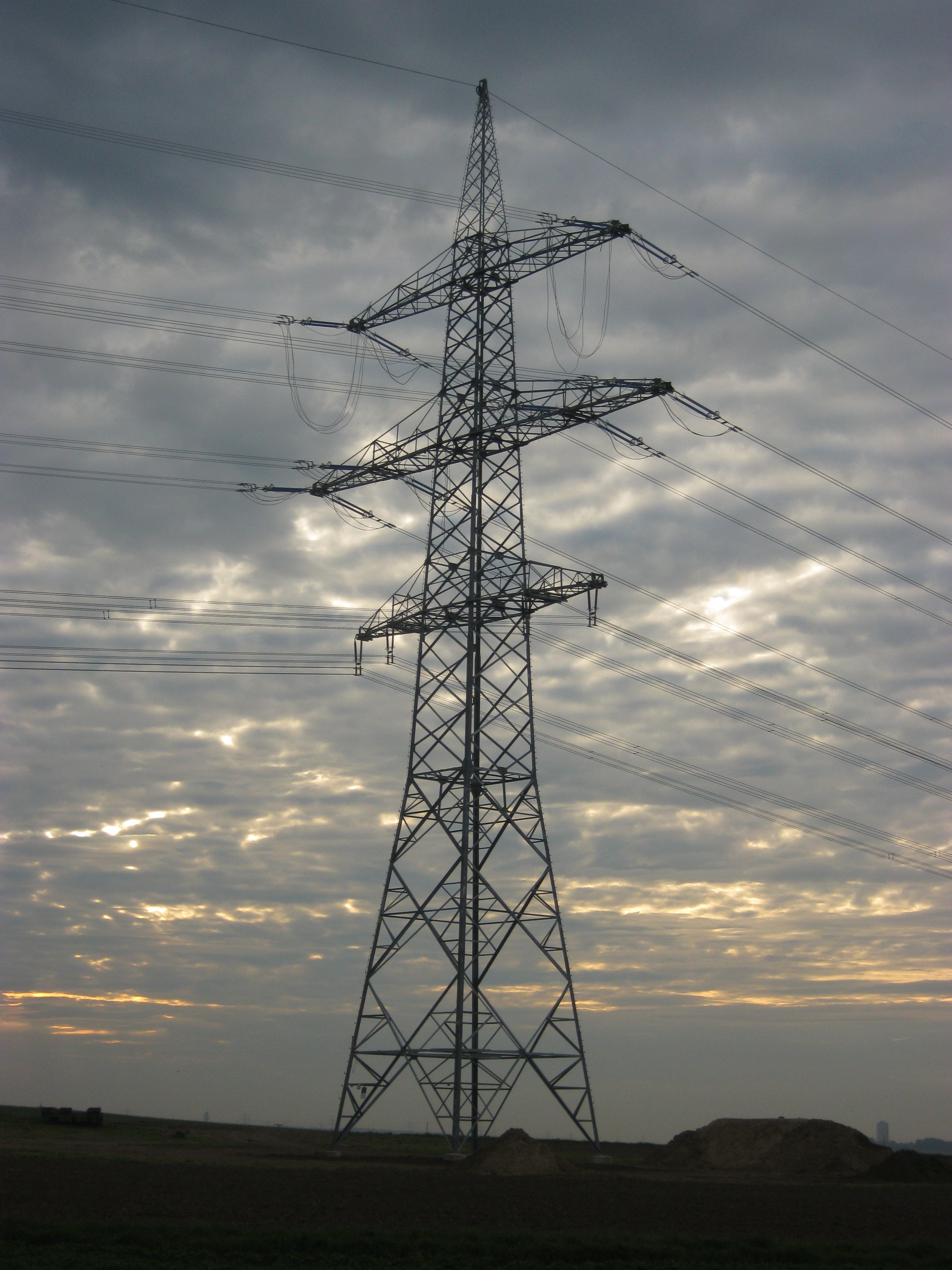
Bahnstromleitung und Umbau zur zweikreisigen 380-kV-Leitung bei Ludwigsburg
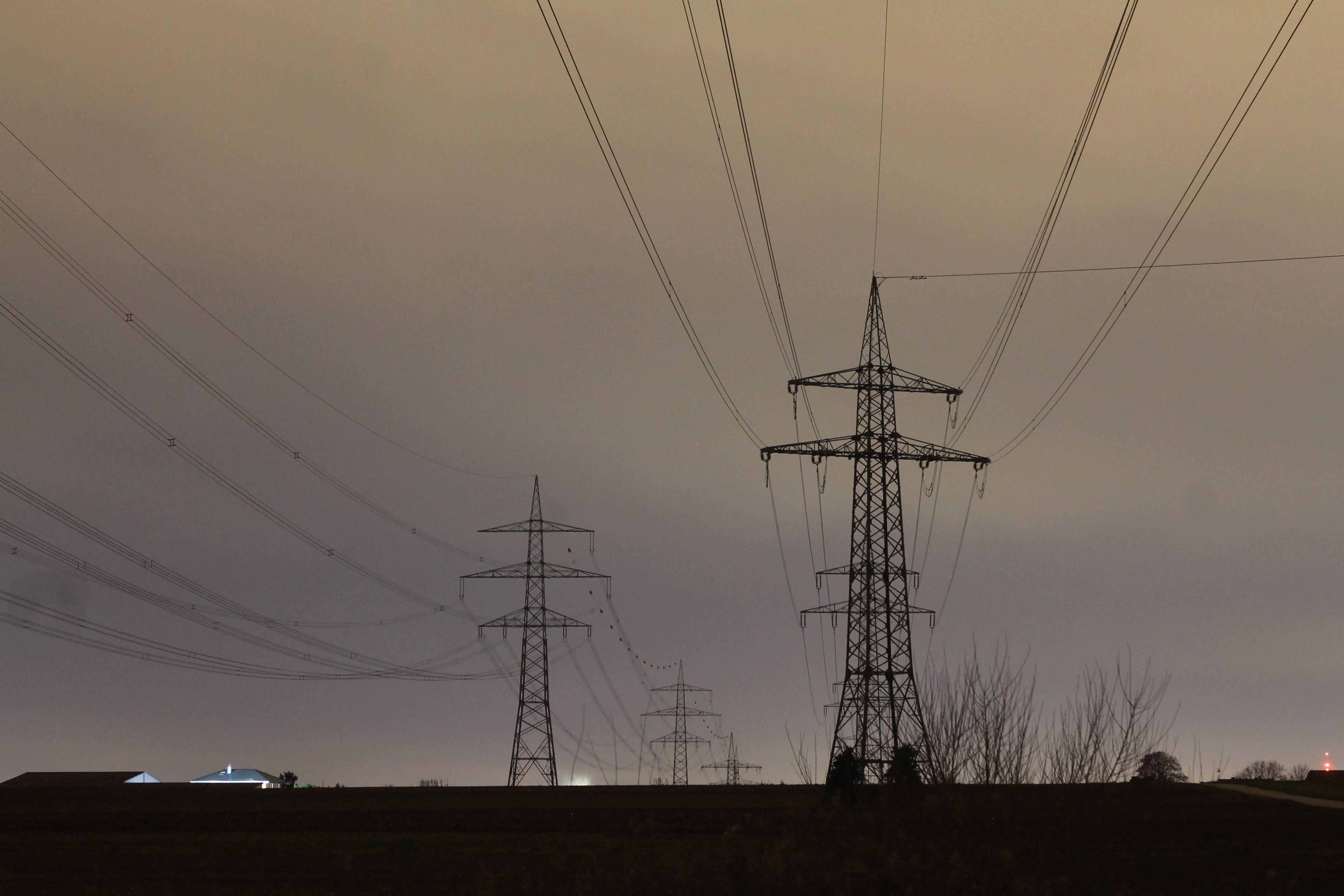
Bereits erfolgte Umbeseilung der oberen Traversen auf einen 380-kV-Stromkreis bei Aldingen
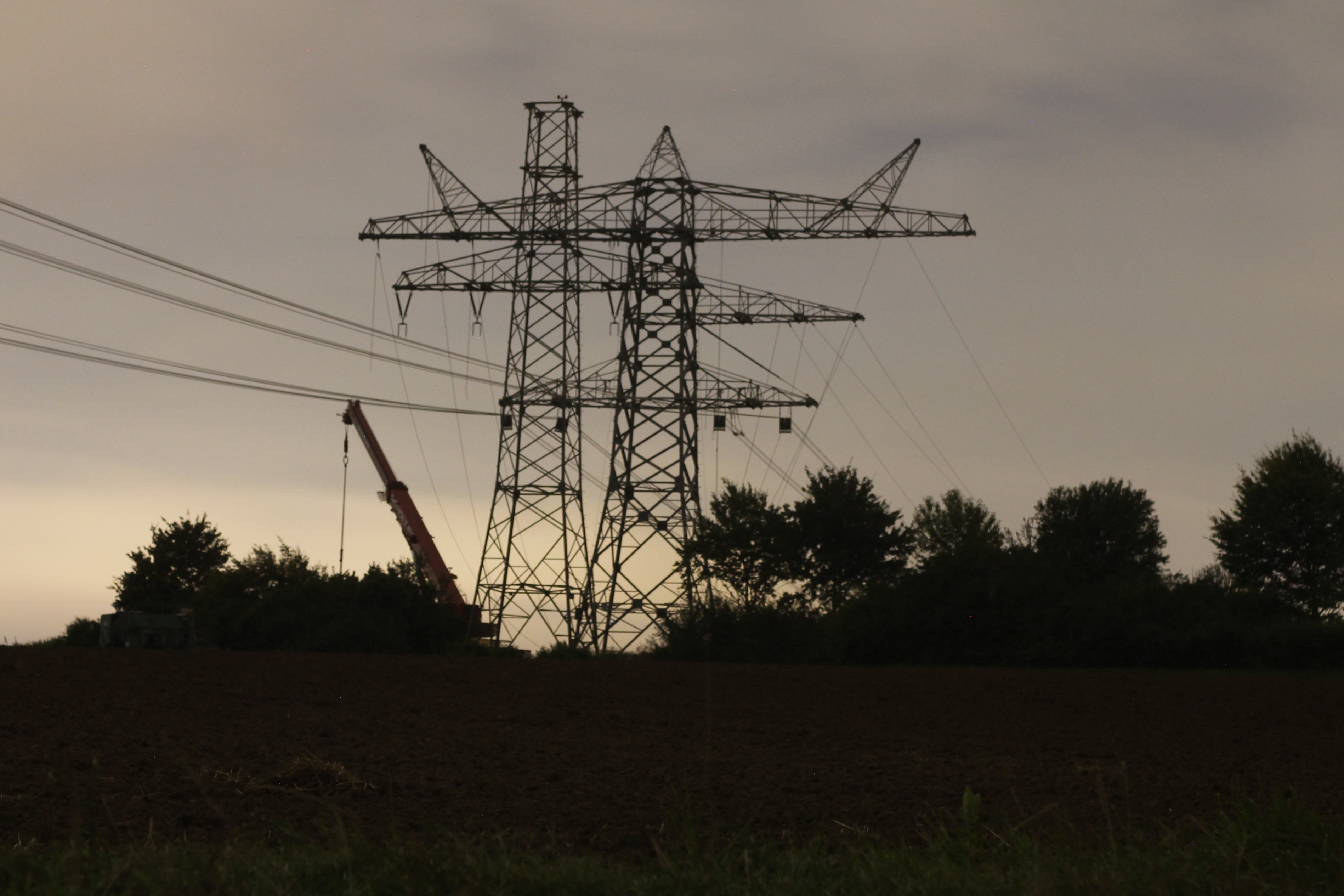
Mastenneubau bei Aldingen. Die Bahnstromleitung verläuft über die unterste Traverse.
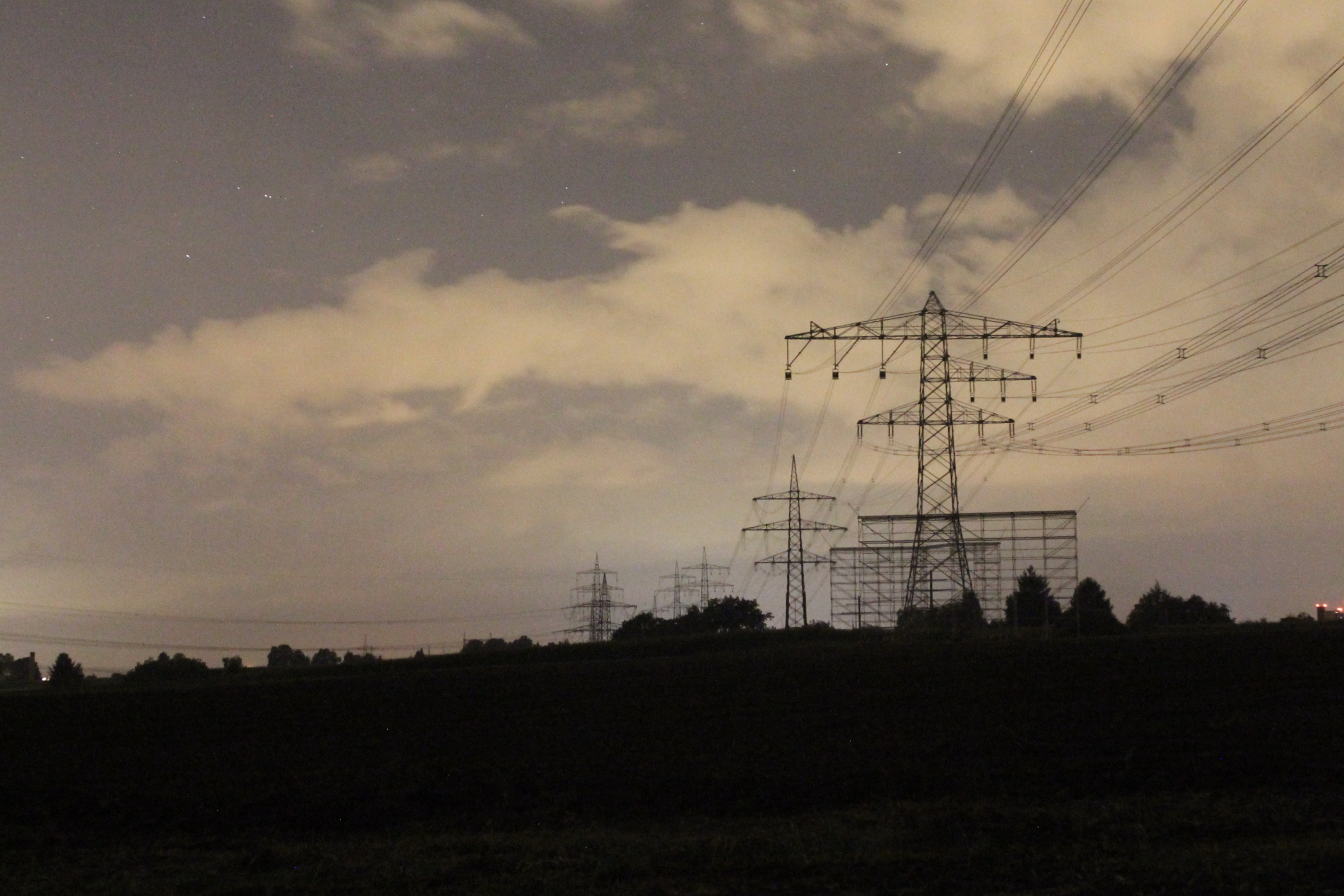
Übergang auf die ursprünglichen Masten bei Kornwestheim
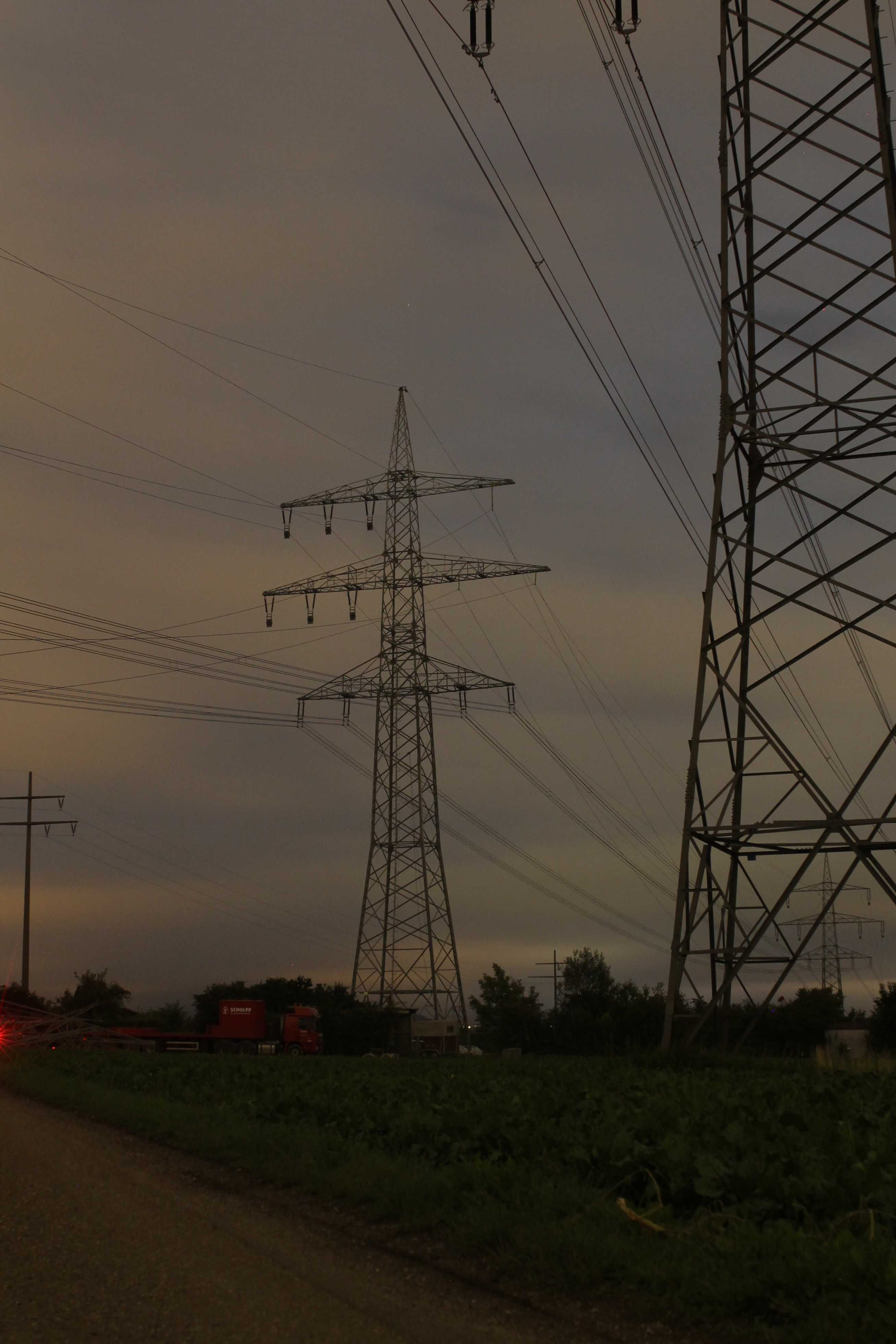
Umbeseilung der oberen Stromkreise bei Kornwestheim